# Nicholas Marcellus Hentz
Nicholas Marcellus Hentz (Versailles, França, 25 de julho de 1797 – Marianna, Flórida, 4 de novembro de 1856) foi um entomólogo e aracnólogo. Emigrou para os Estados Unidos em 1816. 
Cento e vinte e quatro espécies de aranhas foram primeiramente descritas por ele e como foram feitas no sistema de Nomenclatura binomial, as espécies são descritas com o nome da pessoa que a classificou primeiro e o ano em que foi feito. Entre as aranhas que classificou contam-se espécies como Cheiracanthium inclusum e Kukulcania hibernalis.